# Ammocharis
Ammocharis – rodzaj roślin z rodziny amarylkowatych. Obejmuje 7 gatunków. Rośliny te występują w południowej i środkowej Afryce. Niektóre gatunki uprawiane są jako ozdobne zwłaszcza A. longifolia.

## Morfologia
Geofity cebulowe z dużą cebulą. Liście dystychiczne, rozłożone na gruncie, kędzierzawe. Kwiaty szypułkowe, pojedyczne lub wiele zebranych w baldach, wsparty dwiema podsadkami, wyrastający na głąbiku. Okwiat o równowąskich lub lancetowatych listkach, w dolnej części tworzący rurkę, powyżej rozwarty lub odwinięty odosiowo. Pręciki o nitkowatych nitkach, wyrastających z nasady listków okwiatu, łączących się z łącznikiem od tyłu główki. Szyjka słupka długa, nitkowata. Owoce kuliste, błoniaste torebki, niepękające lub otwierające się nieregularnie. Nasiona mięsiste, niemal kuliste, zielonkawe, często kiełkujące w owocu.

## Systematyka
Pozycja systematyczna
Rodzaj z podplemienia Crininae, plemienia Amaryllideae, podrodziny amarylkowych Amaryllidoideae z rodziny amarylkowatych Amaryllidaceae. W przeszłości w różnych systemach klasyfikowany był w szeroko ujmowanej rodzinie liliowatych. 
Wykaz gatunków
- Ammocharis angolensis (Baker) Milne-Redh. & Schweick.
- Ammocharis baumii (Harms) Milne-Redh. & Schweick.
- Ammocharis coranica (Ker Gawl.) Herb.
- Ammocharis deserticola Snijman & Kolberg
- Ammocharis longifolia (L.) Herb.
- Ammocharis nerinoides (Baker) Lehmiller
- Ammocharis tinneana (Kotschy & Peyr.) Milne-Redh. & Schweick.